# Garra

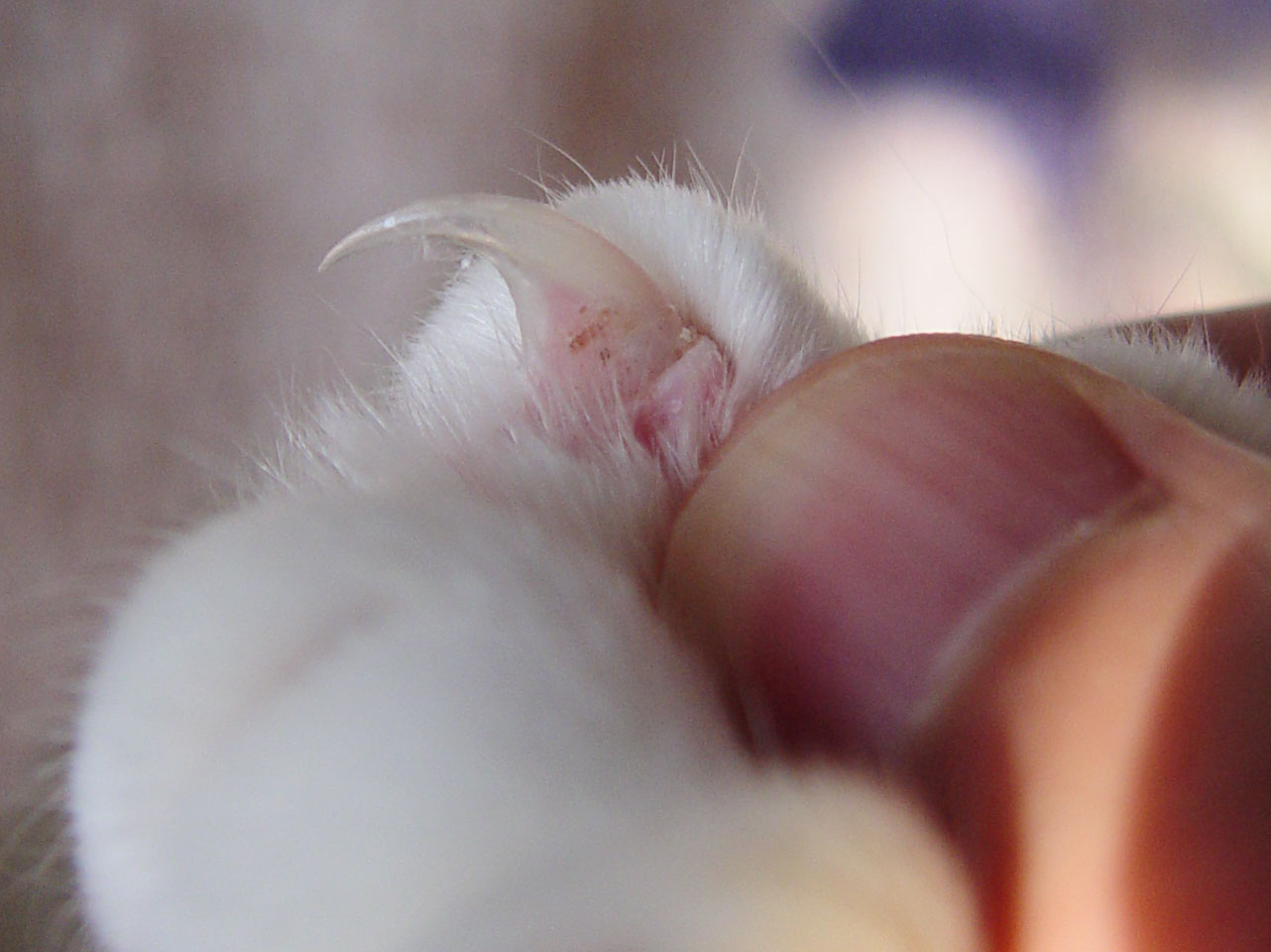
Garras de um gato.

Garras são estruturas de queratina curvas e afiadas presentes em muitos animais vertebrados. São particularmente comuns em répteis e aves, ocorrendo também em mamíferos, sobretudo nas ordens Carnivora, Insectivora, Rodentia, Lagomorpha, Chiroptera e Edentata, e membros isolados de outras ordens. Acredita-se que tenha sido o primeiro tipo de unha surgido entre os vertebrados, e que os outros, como a unha humana ou o casco dos animais ungulados sejam derivações dela.
As garras têm tanto a função de agarrar uma superfície ou uma presa quanto a função de aumentar a aderência das patas sobre o solo durante a corrida. Em algumas espécies têm ainda função sexual, ajudando a manter os animais em posição de cópula.